# منتخب جنوب إفريقيا لسباعيات الرغبي
منتخب جنوب أفريقيا الوطني لسباعيات الرغبي (بالإنجليزية: South Africa national rugby sevens team)‏ هو ممثل جنوب أفريقيا الرسمي في المنافسات الدولية في سباعيات الرغبي .

## وصلات خارجية
- الموقع الرسمي